# Les Échos (Mali)
Pour les articles homonymes, voir Les Échos (homonymie).
Les Échos est un journal quotidien malien créé le 17 mars 1989.

## Historique
L'ancien ministre Alpha Oumar Konaré, fondateur de la coopérative culturelle Jamana, crée en 1983 une revue trimestrielle culturelle du même nom (Jamana), avec l'accord des autorités. En mars 1989, il fonde le premier hebdomadaire privé malien, Les Échos. Pendant deux ans, le journal, d'abord bimensuel, puis hebdomadaire et enfin quotidien à partir de 1995, publie essentiellement des contributions des lecteurs dénonçant les abus du pouvoir auxquels ils sont exposés.
Nonobstant l'élection d'Alpha Oumar Konaré à la présidence de la république (1992-2002), le journal demeure indépendant du pouvoir, selon Courrier international.

## Diffusion
En 1995, Les Échos ont une diffusion de 25 000 exemplaires grâce au prix de vente à l'unité de 100 francs CFA (contre seulement 6 000 exemplaires quand le prix s'élevait au double).
L'Historical Dictionnary of Mali, paru en 2008, évoque une diffusion de 30 000 exemplaires.